# 4.ª etapa del Tour de Francia 2019
La 4.ª etapa del Tour de Francia 2019 tuvo lugar el 9 de julio de 2019 entre Reims y Nancy sobre un recorrido de 215 km y fue ganada al sprint por el italiano Elia Viviani del Deceuninck-Quick Step. El francés Julian Alaphilippe mantuvo el maillot jaune.

## Clasificación de la etapa
| \| Clasificación de la etapa \| Clasificación de la etapa \| Clasificación de la etapa \| Clasificación de la etapa \| Clasificación de la etapa \| \| Ciclista \| Ciclista \| Equipo \| Tiempo \| \| \| ------------------------- \| ------------------------- \| -------------------------- \| ------------------------- \| ------------------------- \| \| 1.º \| Elia Viviani \| Deceuninck-Quick Step \| 5 h 09 min 20 s \| \| \| 2.º \| Alexander Kristoff \| UAE Team Emirates \| + 0 s \| \| \| 3.º \| Caleb Ewan \| Lotto-Soudal \| + 0 s \| \| \| 4.º \| Peter Sagan \| Bora-Hansgrohe \| + 0 s \| \| \| 5.º \| Dylan Groenewegen \| Team Jumbo-Visma \| + 0 s \| \| \| 6.º \| Mike Teunissen \| Team Jumbo-Visma \| + 0 s \| \| \| 7.º \| Giacomo Nizzolo \| Dimension Data \| + 0 s \| \| \| 8.º \| Jasper Stuyven \| Trek-Segafredo \| + 0 s \| \| \| 9.º \| Michael Matthews \| Team Sunweb \| + 0 s \| \| \| 10.º \| Christophe Laporte \| Cofidis, Solutions Crédits \| + 0 s \| \| |                    |                            |                 |
| |                    |                            |                 |
| Fuente: ProCyclingStats |                    |                            |                 |
| Clasificación de la etapa |                    |                            |                 |
| Ciclista | Ciclista           | Equipo                     | Tiempo          |
| 1.º | Elia Viviani       | Deceuninck-Quick Step      | 5 h 09 min 20 s |
| 2.º | Alexander Kristoff | UAE Team Emirates          | + 0 s           |
| 3.º | Caleb Ewan         | Lotto-Soudal               | + 0 s           |
| 4.º | Peter Sagan        | Bora-Hansgrohe             | + 0 s           |
| 5.º | Dylan Groenewegen  | Team Jumbo-Visma           | + 0 s           |
| 6.º | Mike Teunissen     | Team Jumbo-Visma           | + 0 s           |
| 7.º | Giacomo Nizzolo    | Dimension Data             | + 0 s           |
| 8.º | Jasper Stuyven     | Trek-Segafredo             | + 0 s           |
| 9.º | Michael Matthews   | Team Sunweb                | + 0 s           |
| 10.º | Christophe Laporte | Cofidis, Solutions Crédits | + 0 s           |

## Clasificaciones al final de la etapa

### Clasificación general(Maillot Jaune)
| \| Clasificación general \| Clasificación general \| Clasificación general \| Clasificación general \| Clasificación general \| \| Ciclista \| Ciclista \| Equipo \| Tiempo \| \| \| --------------------- \| --------------------- \| --------------------- \| --------------------- \| --------------------- \| \| 1.º \| Julian Alaphilippe \| Deceuninck-Quick Step \| 14 h 41 min 39 s \| \| \| 2.º \| Wout van Aert \| Team Jumbo-Visma \| + 20 s \| \| \| 3.º \| Steven Kruijswijk \| Team Jumbo-Visma \| + 25 s \| \| \| 4.º \| George Bennett \| Team Jumbo-Visma \| + 25 s \| \| \| 5.º \| Michael Matthews \| Team Sunweb \| + 40 s \| \| \| 6.º \| Egan Bernal \| Team Ineos \| + 40 s \| \| \| 7.º \| Geraint Thomas \| Team Ineos \| + 45 s \| \| \| 8.º \| Enric Mas \| Deceuninck-Quick Step \| + 46 s \| \| \| 9.º \| Greg Van Avermaet \| CCC Team \| + 51 s \| \| \| 10.º \| Michael Woods \| EF Education First \| + 51 s \| \| |                    |                       |                  |
| |                    |                       |                  |
| Fuente: ProCyclingStats |                    |                       |                  |
| Clasificación general |                    |                       |                  |
| Ciclista | Ciclista           | Equipo                | Tiempo           |
| 1.º | Julian Alaphilippe | Deceuninck-Quick Step | 14 h 41 min 39 s |
| 2.º | Wout van Aert      | Team Jumbo-Visma      | + 20 s           |
| 3.º | Steven Kruijswijk  | Team Jumbo-Visma      | + 25 s           |
| 4.º | George Bennett     | Team Jumbo-Visma      | + 25 s           |
| 5.º | Michael Matthews   | Team Sunweb           | + 40 s           |
| 6.º | Egan Bernal        | Team Ineos            | + 40 s           |
| 7.º | Geraint Thomas     | Team Ineos            | + 45 s           |
| 8.º | Enric Mas          | Deceuninck-Quick Step | + 46 s           |
| 9.º | Greg Van Avermaet  | CCC Team              | + 51 s           |
| 10.º | Michael Woods      | EF Education First    | + 51 s           |

### Clasificación por puntos(Maillot Vert)
| Clasificación por puntos | Clasificación por puntos | Clasificación por puntos | Clasificación por puntos | Clasificación por puntos |
| Ciclista                 | Ciclista                 | Equipo                   | Puntos                   |                          |
| ------------------------ | ------------------------ | ------------------------ | ------------------------ | ------------------------ |
| 1.º                      | Peter Sagan              | Bora-Hansgrohe           | 104 pts                  |                          |
| 2.º                      | Elia Viviani             | Deceuninck-Quick Step    | 81 pts                   |                          |
| 3.º                      | Michael Matthews         | Team Sunweb              | 75 pts                   |                          |
| 4.º                      | Sonny Colbrelli          | Bahrain-Merida           | 65 pts                   |                          |
| 5.º                      | Mike Teunissen           | Team Jumbo-Visma         | 64 pts                   |                          |
| 6.º                      | Matteo Trentin           | Mitchelton-Scott         | 53 pts                   |                          |
| 7.º                      | Greg Van Avermaet        | CCC Team                 | 45 pts                   |                          |
| 8.º                      | Caleb Ewan               | Lotto-Soudal             | 40 pts                   |                          |
| 9.º                      | Jasper Stuyven           | Trek-Segafredo           | 39 pts                   |                          |
| 10.º                     | Giacomo Nizzolo          | Dimension Data           | 33 pts                   |                          |

### Clasificación de la montaña(Maillot à Pois Rouges)
| Clasificación de la montaña | Clasificación de la montaña | Clasificación de la montaña | Clasificación de la montaña | Clasificación de la montaña |
| Ciclista                    | Ciclista                    | Equipo                      | Puntos                      |                             |
| --------------------------- | --------------------------- | --------------------------- | --------------------------- | --------------------------- |
| 1.º                         | Tim Wellens                 | Lotto-Soudal                | 7 pts                       |                             |
| 2.º                         | Xandro Meurisse             | Wanty-Gobert                | 3 pts                       |                             |
| 3.º                         | Greg Van Avermaet           | CCC Team                    | 2 pts                       |                             |
| 4.º                         | Wilco Kelderman             | Team Sunweb                 | 1 pt                        |                             |
| 5.º                         | Michael Schär               | CCC Team                    | 1 pt                        |                             |
| 6.º                         | Julian Alaphilippe          | Deceuninck-Quick Step       | 1 pt                        |                             |
| 7.º                         | Nairo Quintana              | Movistar Team               | 1 pt                        |                             |

### Clasificación del mejor joven(Maillot Blanc)
| Clasificación del mejor joven | Clasificación del mejor joven | Clasificación del mejor joven | Clasificación del mejor joven | Clasificación del mejor joven |
| Ciclista                      | Ciclista                      | Equipo                        | Tiempo                        |                               |
| ----------------------------- | ----------------------------- | ----------------------------- | ----------------------------- | ----------------------------- |
| 1.º                           | Wout van Aert                 | Team Jumbo-Visma              | 14 h 41 min 59 s              |                               |
| 2.º                           | Egan Bernal                   | Team Ineos                    | + 20 s                        |                               |
| 3.º                           | Enric Mas                     | Deceuninck-Quick Step         | + 26 s                        |                               |
| 4.º                           | David Gaudu                   | Groupama-FDJ                  | + 37 s                        |                               |
| 5.º                           | Gregor Mühlberger             | Bora-Hansgrohe                | + 51 s                        |                               |
| 6.º                           | Tiesj Benoot                  | Lotto-Soudal                  | + 59 s                        |                               |
| 7.º                           | Giulio Ciccone                | Trek-Segafredo                | + 1 min 23 s                  |                               |
| 8.º                           | Gianni Moscon                 | Team Ineos                    | + 2 min 13 s                  |                               |
| 9.º                           | Maximilian Schachmann         | Bora-Hansgrohe                | + 2 min 43 s                  |                               |
| 10.º                          | Nils Politt                   | Katusha-Alpecin               | + 3 min 51 s                  |                               |

### Clasificación por equipos(Classement par Équipe)
| Clasificación por equipos | Clasificación por equipos | Clasificación por equipos | Clasificación por equipos |
| Equipo                    | Equipo                    | Tiempo                    |                           |
| ------------------------- | ------------------------- | ------------------------- | ------------------------- |
| 1.º                       | Team Jumbo-Visma          | 44 h 35 min 04 s          |                           |
| 2.º                       | Team Sunweb               | + 1 min 44 s              |                           |
| 3.º                       | EF Education First        | + 1 min 57 s              |                           |
| 4.º                       | Team Ineos                | + 2 min 02 s              |                           |
| 5.º                       | Groupama-FDJ              | + 2 min 08 s              |                           |
| 6.º                       | Mitchelton-Scott          | + 2 min 44 s              |                           |
| 7.º                       | Astana                    | + 2 min 49 s              |                           |
| 8.º                       | Bora-Hansgrohe            | + 3 min 04 s              |                           |
| 9.º                       | Bahrain-Merida            | + 3 min 37 s              |                           |
| 10.º                      | Dimension Data            | + 4 min 14 s              |                           |

## Abandonos
Ninguno.